# Josip Krunić
Josip Krunić (Posavski Podgajci, 5. rujna 1945. – Vinkovci, 1. kolovoza 2023.), hrvatski filmski pedagog i nastavnik hrvatskog jezika i književnosti.

## Životopis
Svoju karijeru proveo je radeći u Osnovnoj školi Antuna i Stjepana Radića u Gunji. Intenzivno se bavio stvaralaštvom učenika u okviru jezično-umjetničkog područja. Bio je voditelj i Literarno-novinarske družine "Dragutin Tadijanović" u okviru koje se razvio multimedijski studio za učenike osnovne i srednje škole: Studio kreativnih ideja Gunja (SKIG). Od 2003. SKIG se bavi i filmskim stvaralaštvom. Iznjedrio je brojne generacije glumaca, montažera, producenata, redatelja, snimatelja, novinara, književnika i povjesničara.

## Nagrade
Dobitnik je brojnih nagrada, a neke od istaknutijih su:
- Nagrada Albert Kapović koju na Zagreb Film Festivalu dodjeljuje Hrvatska udruga producenata osobama koje su se istaknule u radu na polju audiovizualne djelatnosti [3]
- UNICEF-ovo priznanje za izniman doprinos u razvoju filmskoga stvaralaštva djece i mladih na Filmskome festivalu o pravima djeteta u Zagrebu 22. studenoga 2009.[2]
- Nagrada Ivan Filipović (2010.) za životno djelo u području osnovnoga školstva [4]